# Tarachodes okahandyanus
Tarachodes okahandyanus är en bönsyrseart som beskrevs av Giglio-tos 1911. Tarachodes okahandyanus ingår i släktet Tarachodes och familjen Tarachodidae. Inga underarter finns listade i Catalogue of Life.